# العلاقات الكوبية الكونغوية
العلاقات الكونغولية الكوبية هي العلاقات الثنائية التي تجمع بين جمهورية الكونغو وكوبا.

## مقارنة بين البلدين
هذه مقارنة عامة ومرجعية للدولتين:
| وجه المقارنة                                              | [[تصنيف:صفحات تستخدم رمز علم غير موجود\|]] جمهورية الكونغو | كوبا                              |
| --------------------------------------------------------- | ---------------------------------------------------------- | --------------------------------- |
| المساحة (كم2)                                             | 342.00 ألف                                                 | 109.88 ألف                        |
| عدد السكان (نسمة)                                         | 5.26 مليون                                                 | 11.48 مليون                       |
| الكثافة السكانية (ن./كم²)                                 | 15.38                                                      | 104.48                            |
| العاصمة                                                   | برازافيل                                                   | هافانا                            |
| اللغة الرسمية                                             | لغة فرنسية                                                 | اللغة الإسبانية                   |
| العملة                                                    | فرنك وسط أفريقي                                            | بيزو كوبي، بيزو كوبي قابل للتحويل |
| الناتج المحلي الإجمالي (بليون دولار)                      | 8.72 مليار                                                 | 87.13 مليار                       |
| الناتج المحلي الإجمالي (تعادل القوة الشرائية) بليون دولار | 29.48 مليار                                                |                                   |
| الناتج المحلي الإجمالي الاسمي للفرد دولار أمريكي          | 1.85 ألف                                                   |                                   |
| الناتج المحلي الإجمالي للفرد دولار أمريكي                 |                                                            |                                   |
| مؤشر التنمية البشرية                                      | 0.591                                                      | 0.769                             |
| رمز المكالمات الدولي                                      | +242                                                       | +53                               |
| رمز الإنترنت                                              | .cg                                                        | .cu                               |
| المنطقة الزمنية                                           | ت ع م+01:00                                                | 00                                |

## منظمات دولية مشتركة
يشترك البلدان في عضوية مجموعة من المنظمات الدولية، منها:
| علم المنظمة | اسم المنظمة                                 | تاريخ انضمام جمهورية الكونغو | تاريخ انضمام كوبا |
| ----------- | ------------------------------------------- | ---------------------------- | ----------------- |
|             | يونسكو                                      | 24 أكتوبر 1960               | 29 أغسطس 1947     |
|             | منظمة الشرطة الجنائية الدولية               | ?                            | ?                 |
|             | الأمم المتحدة                               | 20 سبتمبر 1960               | 24 أكتوبر 1945    |
|             | منظمة حظر الأسلحة الكيميائية                | ?                            | ?                 |
|             | مجموعة دول أفريقيا والكاريبي والمحيط الهادئ | ?                            | ?                 |
|             | منظمة التجارة العالمية                      | ?                            | ?                 |

## وصلات خارجية
- موقع وزارة الخارجية الكوبية